# Louis Wittig
Louis Wittig (* 5. September 1834 in Köthen; † 4. Juni 1907 ebenda) war Kommerzienrat in Köthen (Anhalt) sowie Abgeordneter des Landtags des Herzogtums Anhalt.

## Herkunft
Louis war der Sohn des Seilermeisters Ludwig Wittig und seiner Ehefrau Friederike Rosenthal. Er hatte auch noch drei andere Geschwister.

## Leben
Nachdem er die Schule absolviert hatte, schlug Louis eine kaufmännische Ausbildung ein. 1860 eröffnete er sein erstes Geschäft für Düngemittel und Tabak. Ab 1861 vertrieb er auch Versicherungen und war Agent für Auswanderungsangelegenheiten und gründete in Köthen am 18. April den Männerturnverein. 1865 wurde er Vorsitz der städtischen Feuerwehr in Köthen, welche er selbst gründete.
Louis war auch seit 1872 Besitzer einer Kaffeefabrik in Köthen, welche homöopathischen Gesundheitskaffee von Wilmar Schwabe herstellte. Im selben Jahr wurde er auch von Herzog Friedrich I. zum Kommissionsrat ernannt. Er nahm an der Weltausstellung in Wien teil. Seit 1880 war Louis Abgeordneter im Landtag des Herzogtums Anhalt, Mitglied der Landessynode und im Oberverwaltungsgericht. 1882 wurde er zum Kommerzienrat ernannt.
1892 wurde Louis zum Geheimen Kommerzienrat ernannt. Im Jahre 1904 legte er viele Ämter, unter anderem den Vorsitz der Feuerwehr, nieder.

## Familie
Louis heiratete Friederike Hoffmann. Aus dieser Ehe entstanden zwei Söhne.

## Auszeichnungen
- Ehrenbürger der Stadt Köthen im Jahre 1897
- Ritter I. Klasse des Hausordens Albrechts des Bären im Jahre 1892